# Guillaume II de Cheisolme
Pour les articles homonymes, voir Guillaume III de Cheisolme, Clan Chisholm et Chisholm.
Guillaume II de Cheisolme (en anglais, William II Chisholme), diplomate écossais, fut évêque de Dunblane puis de Vaison-la-Romaine au XVIe siècle.

## Biographie
Né en 1525 ou 1526, il était le fils de Charles Chisholm de Cromlix et le neveu de l'évêque William de Chisholm.

### Diplomate
Nommé évêque coadjuteur auprès de son oncle William I Chisholme, évêque de Dunblane, en 1561, il lui succéda à cette charge sur ordre de Pie IV, en 1564. Décrit par John Knox dans son Histoire de la Réforme comme « un des principaux piliers de l'Église papiste ». 
Il fut employé par la reine d'Écosse Marie Stuart dans des missions diplomatiques. Il se rendit, en 1565, à Rome afin d'obtenir la permission du pape pour le mariage consanguin de la reine avec Henry Stuart, lord Darnley, comte de Ross et duc d'Albany. Puis, en 1567, en France pour informer du mariage de la reine avec James Hepburn, comte de Bothwell, et du divorce de Bothwell et de lady Jane Gordon. 
Il baptisa le roi d'Écosse Jacques VI, futur Jacques Ier d'Angleterre, en 1567. Avec la chute de la reine Marie, William Chisholme s'exila en France dès avant 1573, comme d'autres évêques catholiques écossais. 

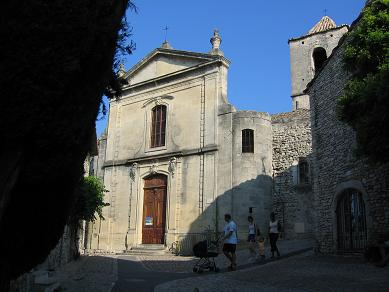
Cathédrale Sainte-Marie de l'Assomption de Vaison-la-Romaine

### Évêque de Vaison
Le baron Guillaume de Cheisolme fut nommé évêque de Vaison-la-Romaine par Pie V, sous le nom de Guillaume III, dit de Cheisolme, (1566 ou 1569). Il démissionna en 1584 ou 1585 en faveur de son neveu William III Chisholme. Un bref apostolique de Sixte Quint, donné à Rome le 23 novembre 1585, le libéra de toute charge épiscopale à Dunblane et à Vaison-la-Romaine. 

### Chartreux
Il prit l'habit de novice chez les Chartreux le 31 décembre 1585, fit sa profession le 6 janvier 1586. Un second bref apostolique de Sixte Quint, donné à Rome le 6 juin 1586, l'autorisa à conférer les ordres dans la Chartreuse. Il se retira à la Grande Chartreuse, devint prieur des Chartreux à Lyon, en 1589, puis à Rome. Il devint procureur général de l'ordre en 1592. 
Mort en charge le 26 septembre 1593 à la chartreuse de Rome, il fut enterré dans l'église des Cartusiens (Sainte Marie des Anges, dans les anciens thermes de Dioclétien), à Rome. Le pape Clément VIII assista à ses funérailles.
Après la mort de Chisholme, Clément VIII dit au vicaire des chartreux de Rome :

« Votre prieur est mort, ne priez pas pour lui, mais pour moi-même. »